# Mistrzostwa Europy w Lekkoatletyce 1971 – bieg na 100 m mężczyzn

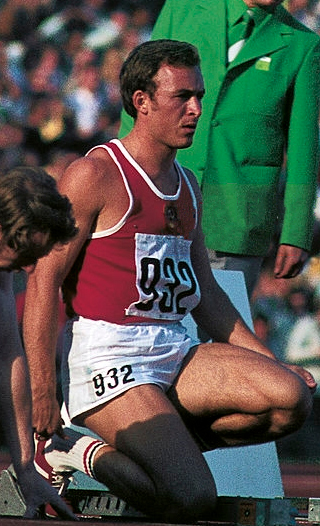
Wałerij Borzow

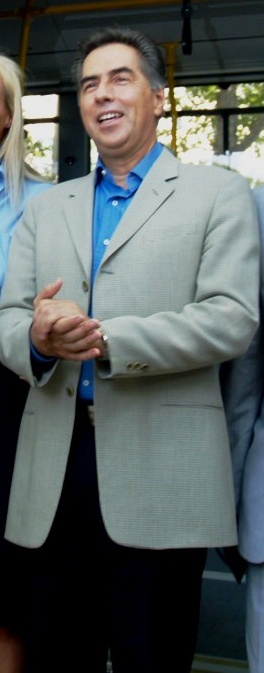
Wasilis Papajeorgopulos w 2009

Bieg na dystansie 100 metrów mężczyzn był jedną z konkurencji rozgrywanych podczas X Mistrzostw Europy w Helsinkach. Biegi eliminacyjne zostały rozegrane 10 sierpnia, a biegi półfinałowe i bieg finałowy 11 sierpnia 1971 roku. Zwycięzcą tej konkurencji został reprezentant Związku Radzieckiego, obrońca tytułu z mistrzostw w 1969 Wałerij Borzow. W rywalizacji wzięło udział dwudziestu dziewięciu zawodników z osiemnastu reprezentacji.

## Rekordy
| Rekord świata     | Jim Hines (USA)  | 9,9   | Meksyk, Meksyk     | 14.10.1968 |
| Rekord Europy     | Armin Hary (FRG) | 10,0  | Zurych, Szwajcaria | 21.06.1960 |
| Rekord mistrzostw | Armin Hary (DEU) | 10,35 | Sztokholm, Szwecja | 20.08.1958 |

## Wyniki

### Eliminacje
Bieg 1
| Miejsce | Zawodnik            | Czas  | Uwagi |
| ------- | ------------------- | ----- | ----- |
| 1       | Dominique Chauvelot | 10,57 | Q     |
| 2       | Zenon Nowosz        | 10,62 | Q     |
| 3       | Karl-Heinz Klotz    | 10,75 | Q     |
| 4       | Raimo Vilén         | 10,84 | Q     |
| 5       | Thorsten Johansson  | 10,95 |       |
| 6       | Ole Egil Reitan     | 11,14 |       |

Bieg 2
| Miejsce | Zawodnik            | Czas  | Uwagi |
| ------- | ------------------- | ----- | ----- |
| 1       | Wałerij Borzow      | 10,56 | Q     |
| 2       | Hans-Jürgen Bombach | 10,75 | Q     |
| 3       | Eckart Brieger      | 10,77 | Q     |
| 4       | Norberto Oliosi     | 10,82 | Q     |
| 5       | José Luis Sánchez   | 10,87 |       |
| 6       | Petr Utěkal         | 10,98 |       |
| 7       | Alexandru Munteanu  | 10,99 |       |
| 8       | Ertün Erdöl         | 11,22 |       |

Bieg 3
| Miejsce | Zawodnik            | Czas  | Uwagi |
| ------- | ------------------- | ----- | ----- |
| 1       | Gerhard Wucherer    | 10,33 | Q CR  |
| 2       | Gilles Échevin      | 10,44 | Q     |
| 3       | Aleksandr Kornieluk | 10,44 | Q     |
| 4       | Brian Green         | 10,45 | Q     |
| 5       | Wiesław Maniak      | 10,74 |       |
| 6       | Juraj Demeč         | 10,77 |       |
| 7       | Manfred Kokot       | 10,78 |       |
| 8       | Bjarni Stefánsson   | 11,00 |       |

Bieg 4
| Miejsce | Zawodnik                | Czas  | Uwagi |
| ------- | ----------------------- | ----- | ----- |
| 1       | Wasilis Papajeorgopulos | 10,46 | Q     |
| 2       | Siegfried Schenke       | 10,56 | Q     |
| 3       | Luděk Bohman            | 10,69 | Q     |
| 4       | Philippe Clerc          | 10,73 | Q     |
| 5       | Tadeusz Cuch            | 10,75 |       |
| 6       | Søren Viggo Pedersen    | 10,83 |       |
| 7       | René Metz               | 11,27 |       |

### Półfinały
Półfinał 1
| Miejsce | Zawodnik                | Czas  | Uwagi |
| ------- | ----------------------- | ----- | ----- |
| 1       | Gilles Échevin          | 10,44 | Q     |
| 2       | Wasilis Papajeorgopulos | 10,51 | Q     |
| 3       | Aleksandr Kornieluk     | 10,52 | Q     |
| 4       | Siegfried Schenke       | 10,54 | Q     |
| 5       | Norberto Oliosi         | 10,68 |       |
| 6       | Karl-Heinz Klotz        | 10,69 |       |
| 7       | Philippe Clerc          | 10,70 |       |
| –       | Raimo Vilén             | DNS   |       |

Półfinał 2
| Miejsce | Zawodnik            | Czas  | Uwagi |
| ------- | ------------------- | ----- | ----- |
| 1       | Wałerij Borzow      | 10,36 | Q     |
| 2       | Gerhard Wucherer    | 10,44 | Q     |
| 3       | Zenon Nowosz        | 10,59 | Q     |
| 4       | Dominique Chauvelot | 10,60 | Q     |
| 5       | Brian Green         | 10,62 |       |
| 6       | Hans-Jürgen Bombach | 10,75 |       |
| 7       | Eckart Brieger      | 10,77 |       |
| 8       | Luděk Bohman        | 10,84 |       |

### Finał
| Miejsce | Zawodnik                | Czas  | Uwagi |
| ------- | ----------------------- | ----- | ----- |
| 1       | Wałerij Borzow          | 10,27 | CR    |
| 2       | Gerhard Wucherer        | 10,49 |       |
| 3       | Wasilis Papajeorgopulos | 10,56 |       |
| 4       | Siegfried Schenke       | 10,63 |       |
| 5       | Zenon Nowosz            | 10,66 |       |
| 6       | Aleksandr Kornieluk     | 10,66 |       |
| 7       | Dominique Chauvelot     | 10,67 |       |
| 8       | Gilles Échevin          | 11,4  |       |